# Roald Amundsens sydpolsexpedition

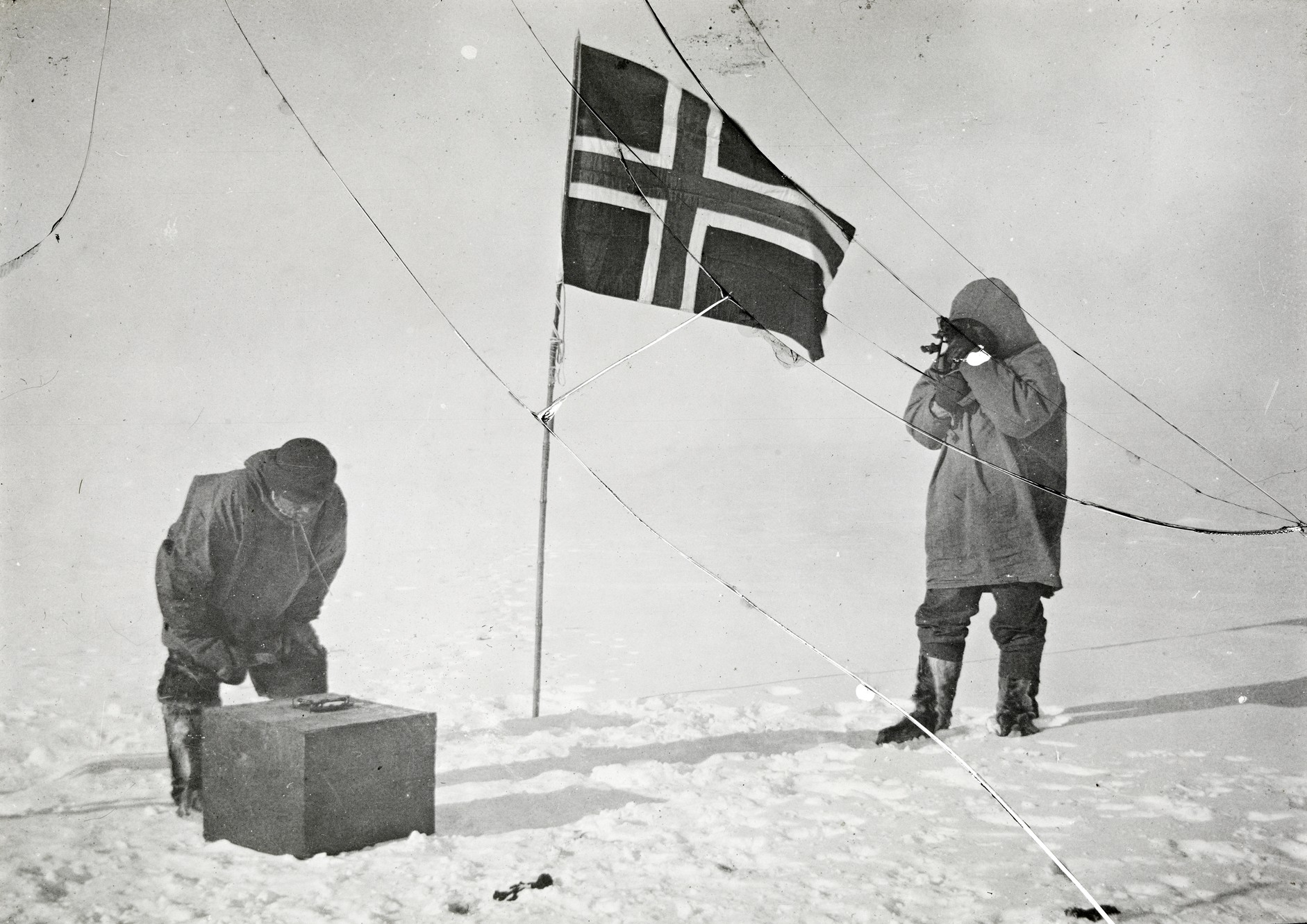
Norges flagga hissas.

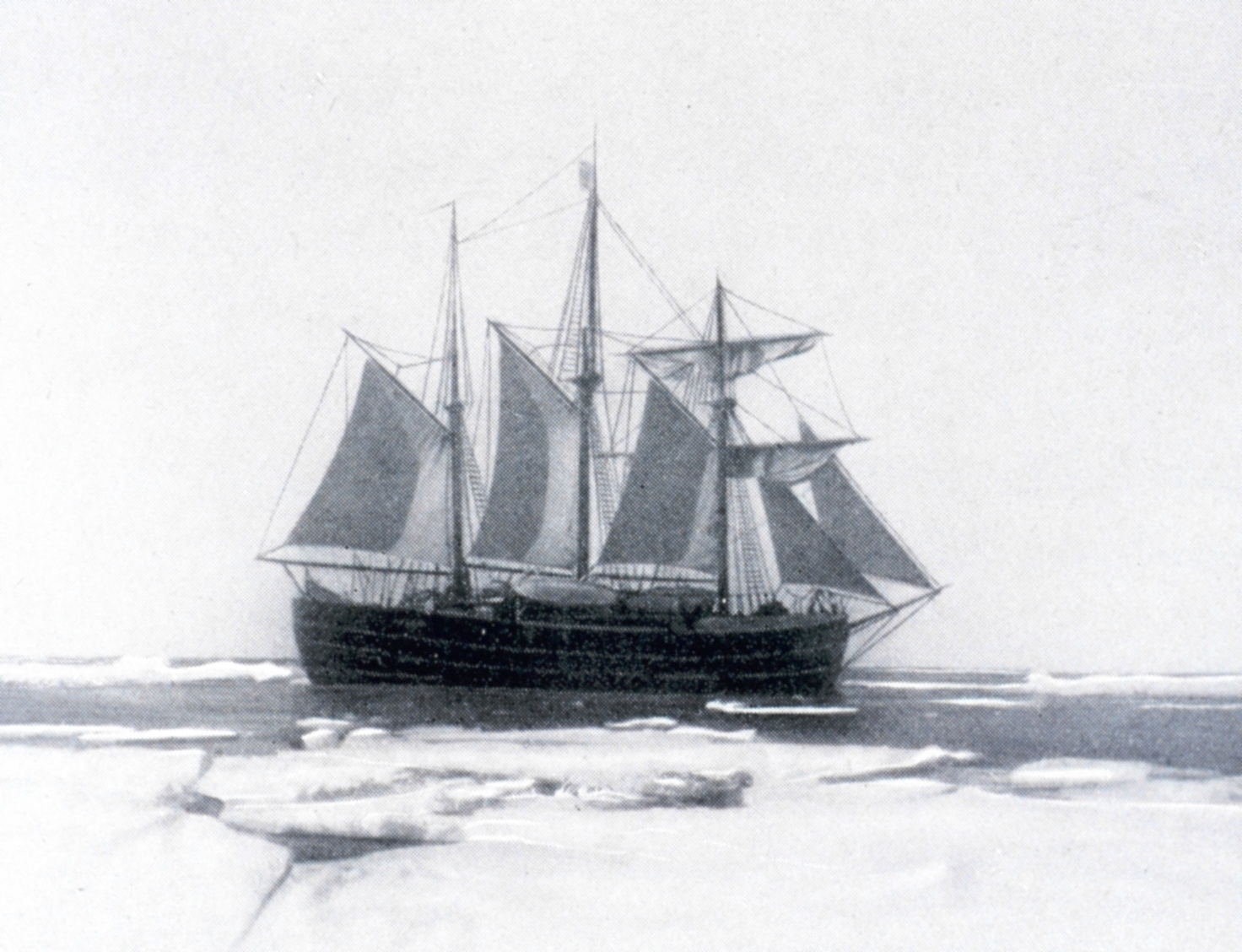
Fram i drivis

Roald Amundsens sydpolsexpedition var en expedition till Antarktis 1909-1912, där norrmannen Roald Amundsen den 14 december 1911 blev den första människan på Sydpolen. Expeditionens skepp var Fram.